# Neste de Rioumajou
Cet article concerne la Neste de Rioumajou. Pour l'ensemble des cours d'eau portant le nom de Neste, voir Neste (homonymie).
La Neste de Rioumajou (ou le Rioumajou, ou le ruisseau de Rioumajou) est un ruisseau du Sud-Ouest de la France, situé dans la vallée du Rioumajou, affluent de la Neste d'Aure en rive droite.

## Hydronymie
Neste est aussi le nom générique de plusieurs de ses affluents comme, plus à l'ouest, gave est celui de nombreux cours d'eau des Pyrénées (affluents des gaves de Pau ou d'Oloron) en Bigorre et Béarn.
En occitan, riou signifie « cours d’eau, ruisseau » et majou de maou signifie « mauvais » donc le « ruisseau mauvais ».

## Géographie

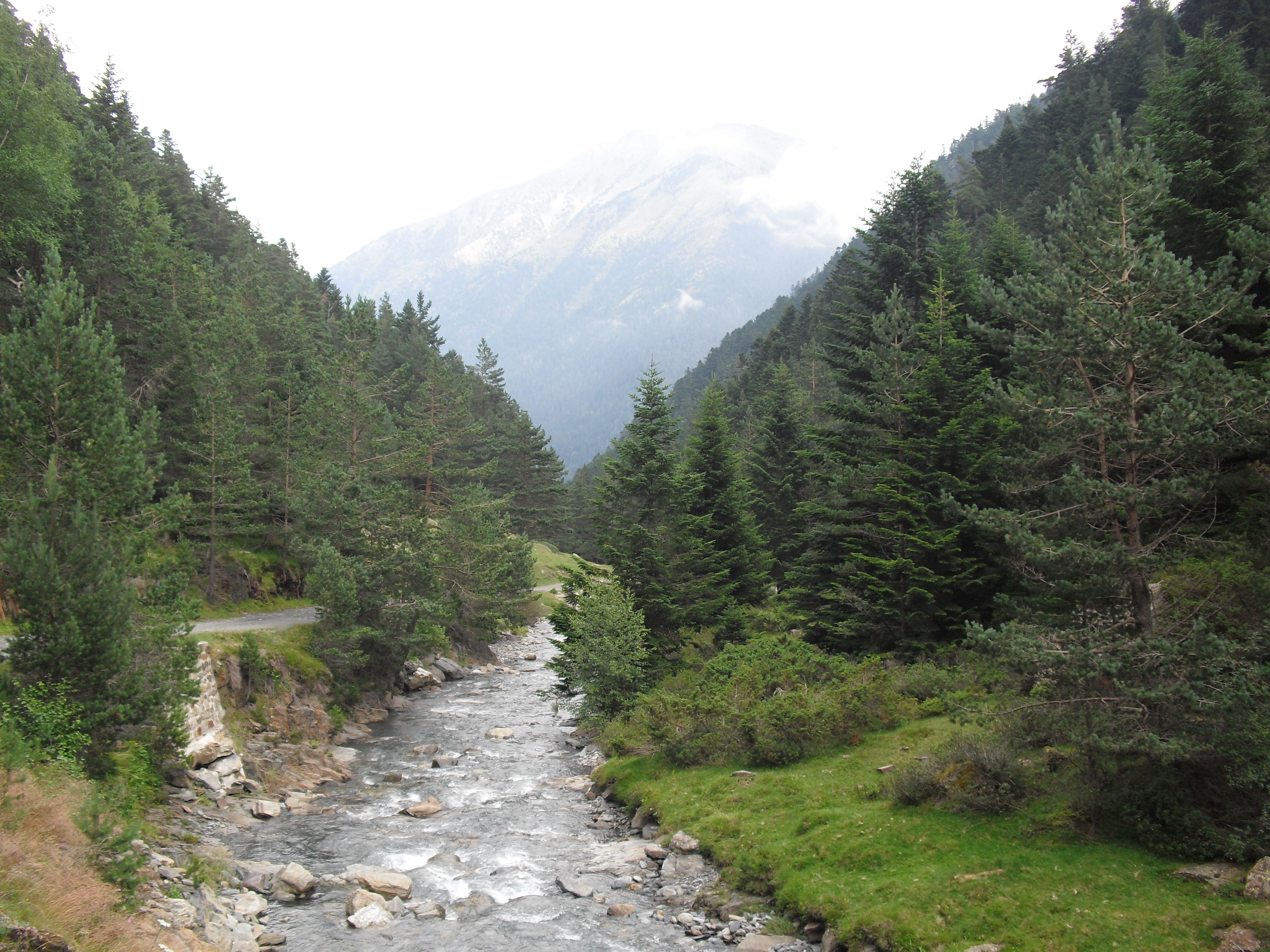
La Neste de Rioumajou.

Selon le Sandre, la Neste de Rioumajou est un seul cours d'eau, long de 15,3 km, qui prend naissance dans le département des Hautes-Pyrénées, sur la commune de Saint-Lary-Soulan.
Selon l'IGN et le cadastre de Saint-Lary-Soulan, elle correspond d'abord au Millarioux ou ruisseau de Millarioux qui prend sa source sur le versant nord-ouest du Tuquet de Caouarère, vers 2 600 mètres d'altitude, à une centaine de mètres de la frontière espagnole.
À environ deux kilomètres en aval, le ruisseau de Millarioux rencontre sur sa droite le ruisseau de Cauarère (ou ruisseau de Caouarère) et continue sous cette dernière appellation jusqu'à sa confluence avec le ruisseau de la Plagne sur sa gauche. C'est seulement à partir de cet endroit qu'il devient le ruisseau de Rioumajou ou le Rioumajou. En aval, il rencontre sur sa droite le ruisseau de Baricave et devient (pour l'IGN) la Neste de Rioumajou.
Au Pont de Camou, vers 900 mètres d'altitude, la Neste de Rioumajou se jette dans la Neste d'Aure en rive droite, en bordure de la route départementale 929.

### Communes et département traversés
Elle n'arrose, outre Saint-Lary-Soulan, que la commune de Tramezaïgues, dont elle est limitrophe sur les 500 derniers mètres de son cours.

## Affluents
Les neuf affluents répertoriés par le Sandre sont des ruisseaux ne dépassant pas quatre kilomètres de longueur : 
- (G) Ruisseau de la Plagne ;
- (G) Ruisseau de Pouey-le-bon ;
- (D) Ruisseau de Daillares ;
- (G) Ruisseau de l’Estat ;
- (G) Ruisseau de Tos ;
- (D) Ruisseau de Péguère (lui-même ayant pour affluents les ruisseaux de Guerreys et de la Piarre) ;
- (G) Ruisseau de Baricave ;
- (D) Ruisseau de Bisourte ;
- (D) Ruisseau de Médan.

(D) rive droite ; (G) rive gauche.

## Galerie d'images

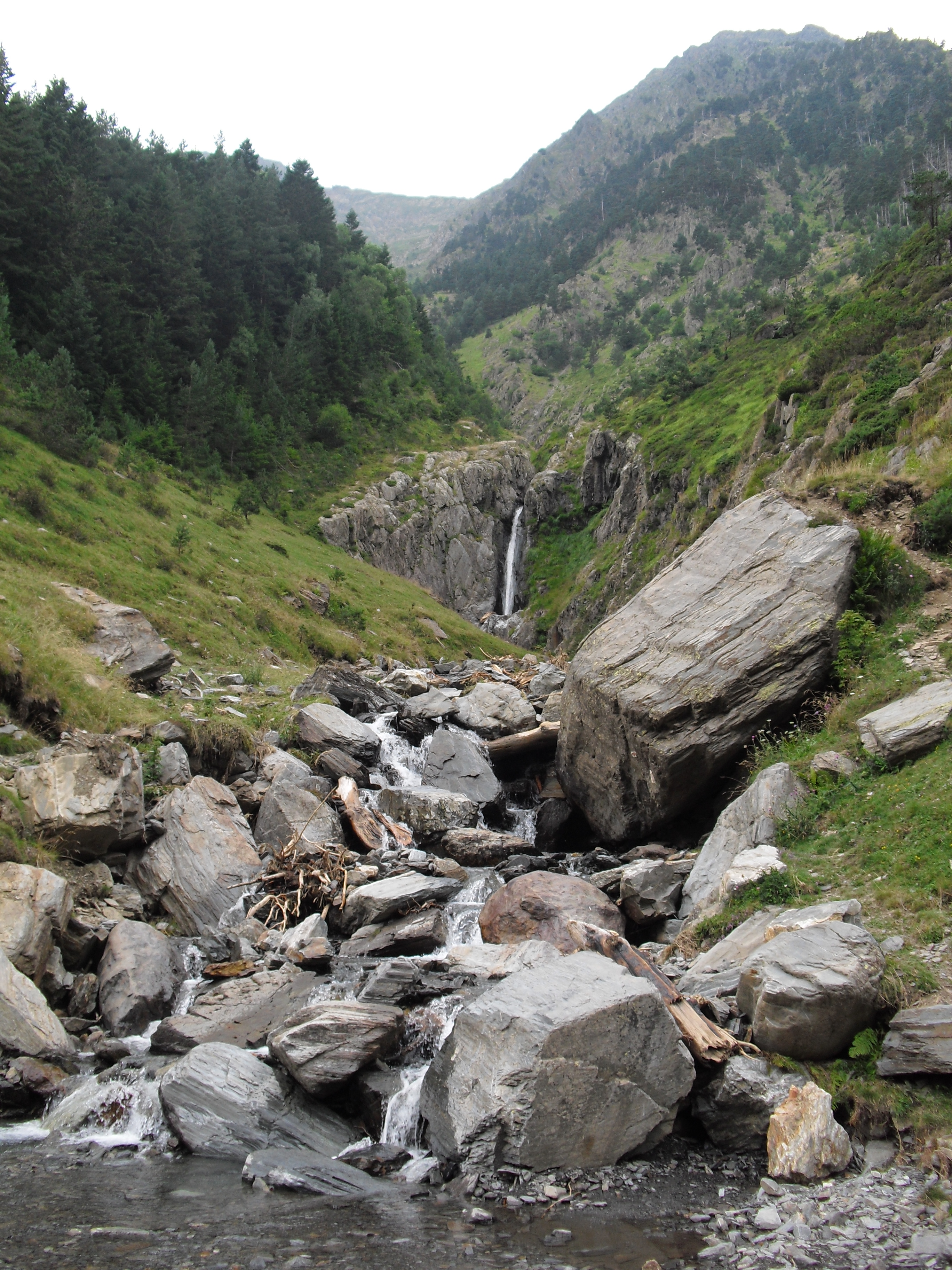
Affluents de la
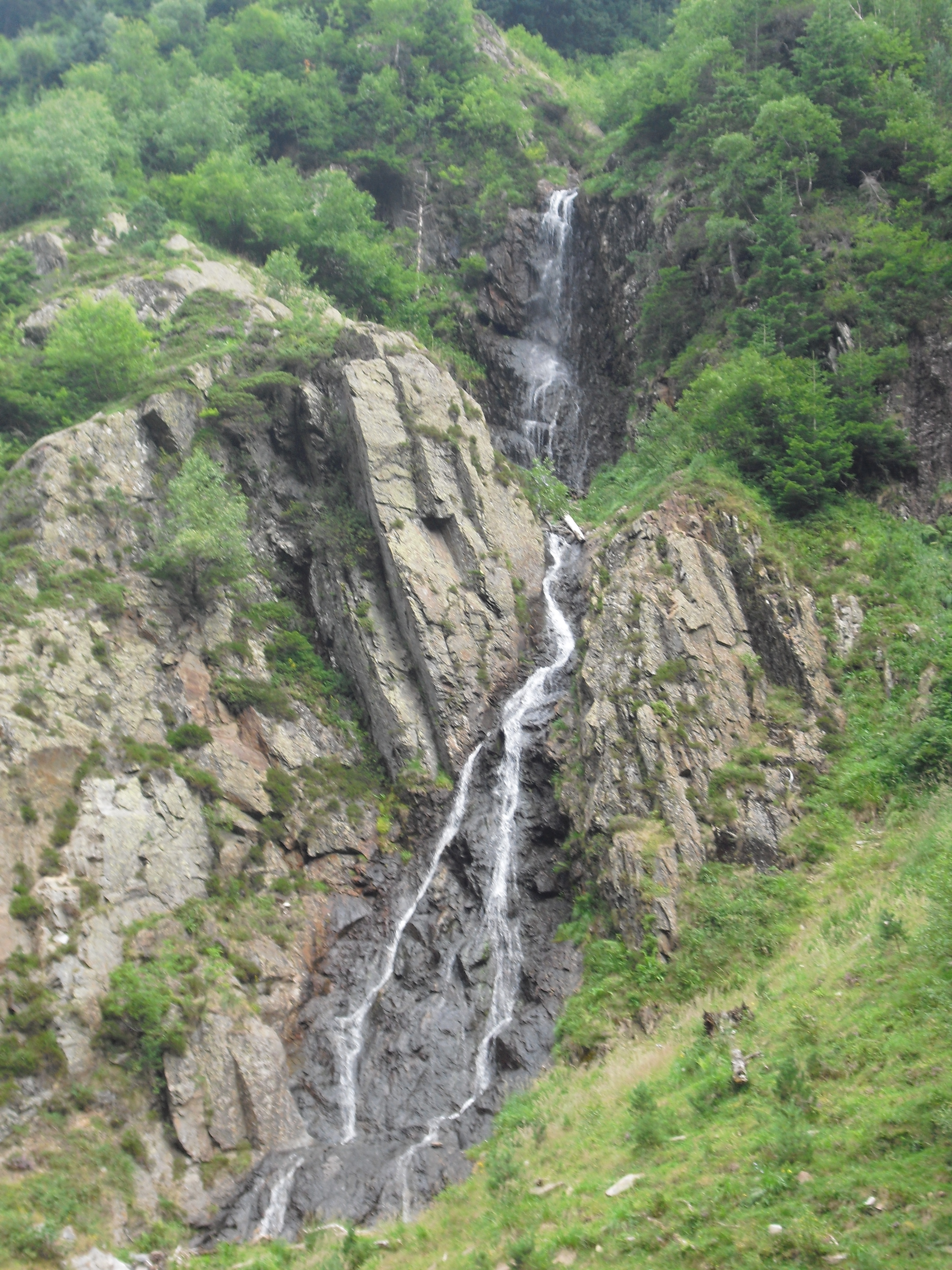
Neste de Rioumajou.

## Environnement
La ripisylve de la Neste de Rioumajou se caractérise notamment par une biodiversité particulièrement riche et préservée. Hormis la possibilité d'observer le vol de grands rapaces parmi les forêts de sapins et de pins sylvestres, la flore de la vallée est aussi pittoresque. Les estives de la vallée sont tapissées d'une mousse, Asphagnum Lindbergii : cette espèce est très rare en Europe, et la ripisylve du Rioumajou est le seul endroit connu de France où cette espèce de sphaigne est identifiée.

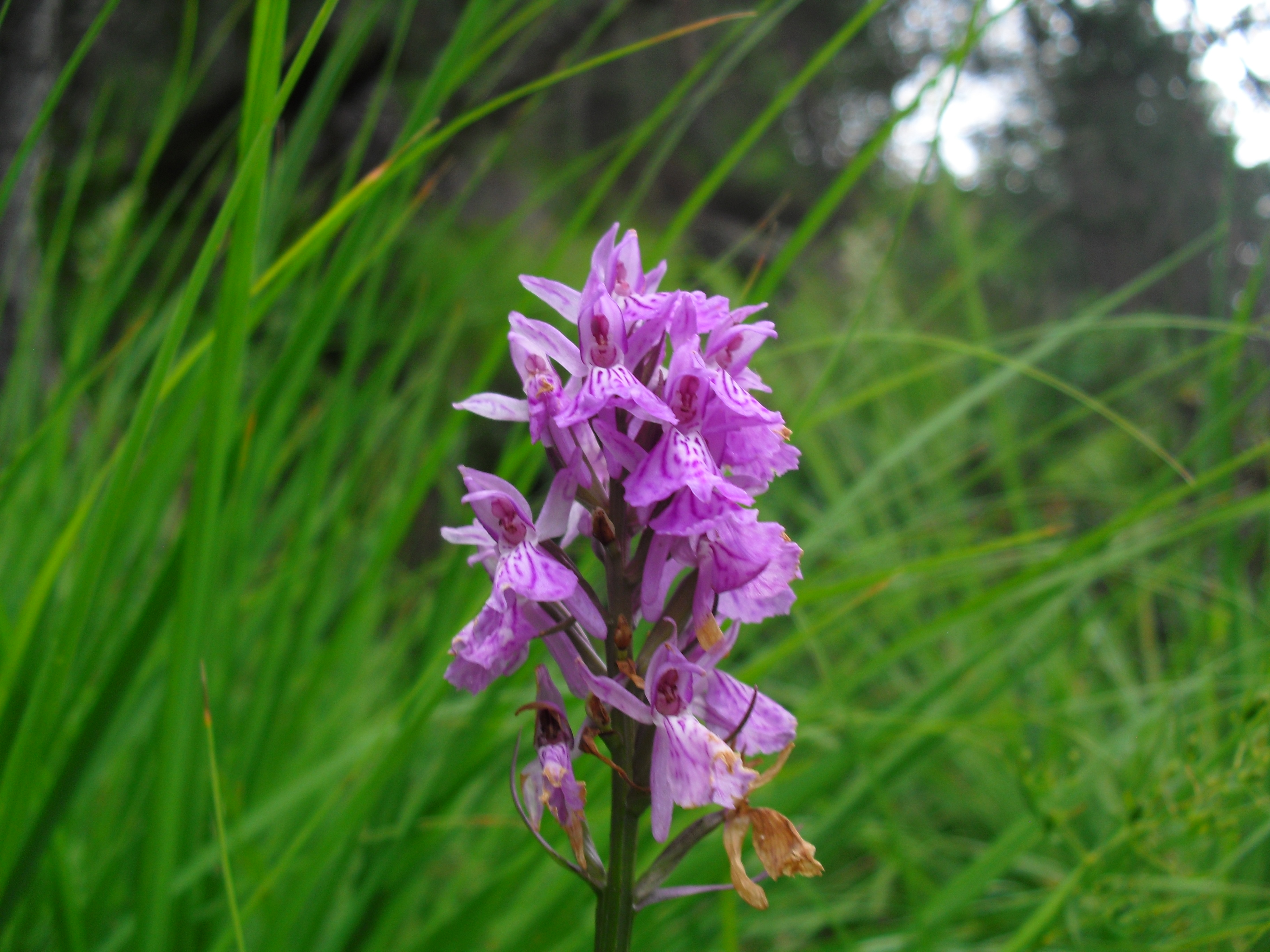
Orchis maculé Dactylorhiza maculata.
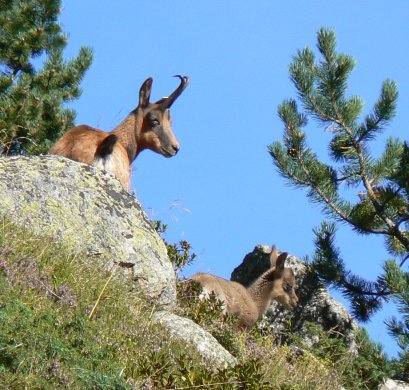
Isard, Rupicapra pyrenaica,occupant les hauteurs de la vallée du Rioumajou.
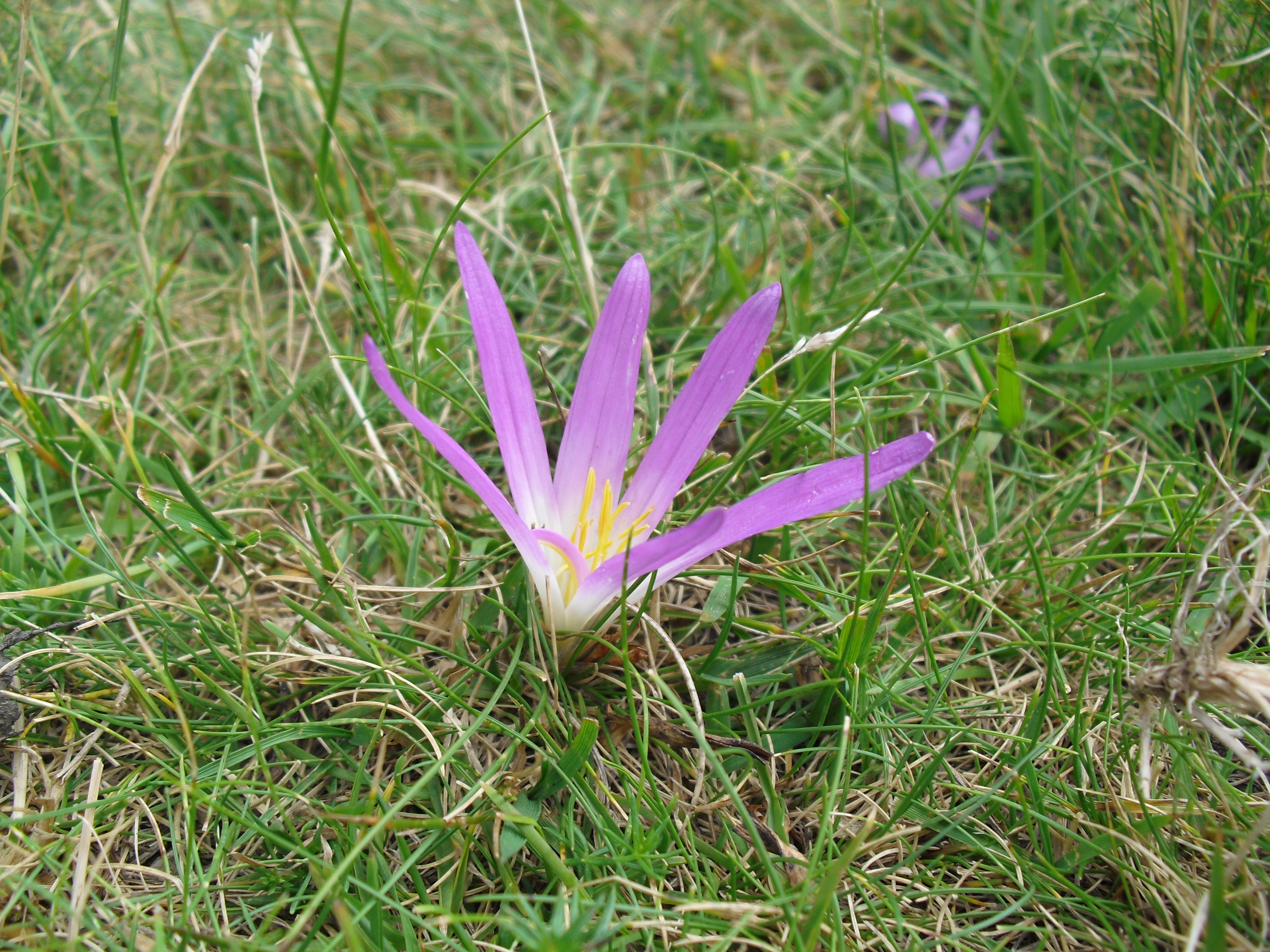
Safran des Pyrénées, Colchicum montanum, le long du cours du Rioumajou.
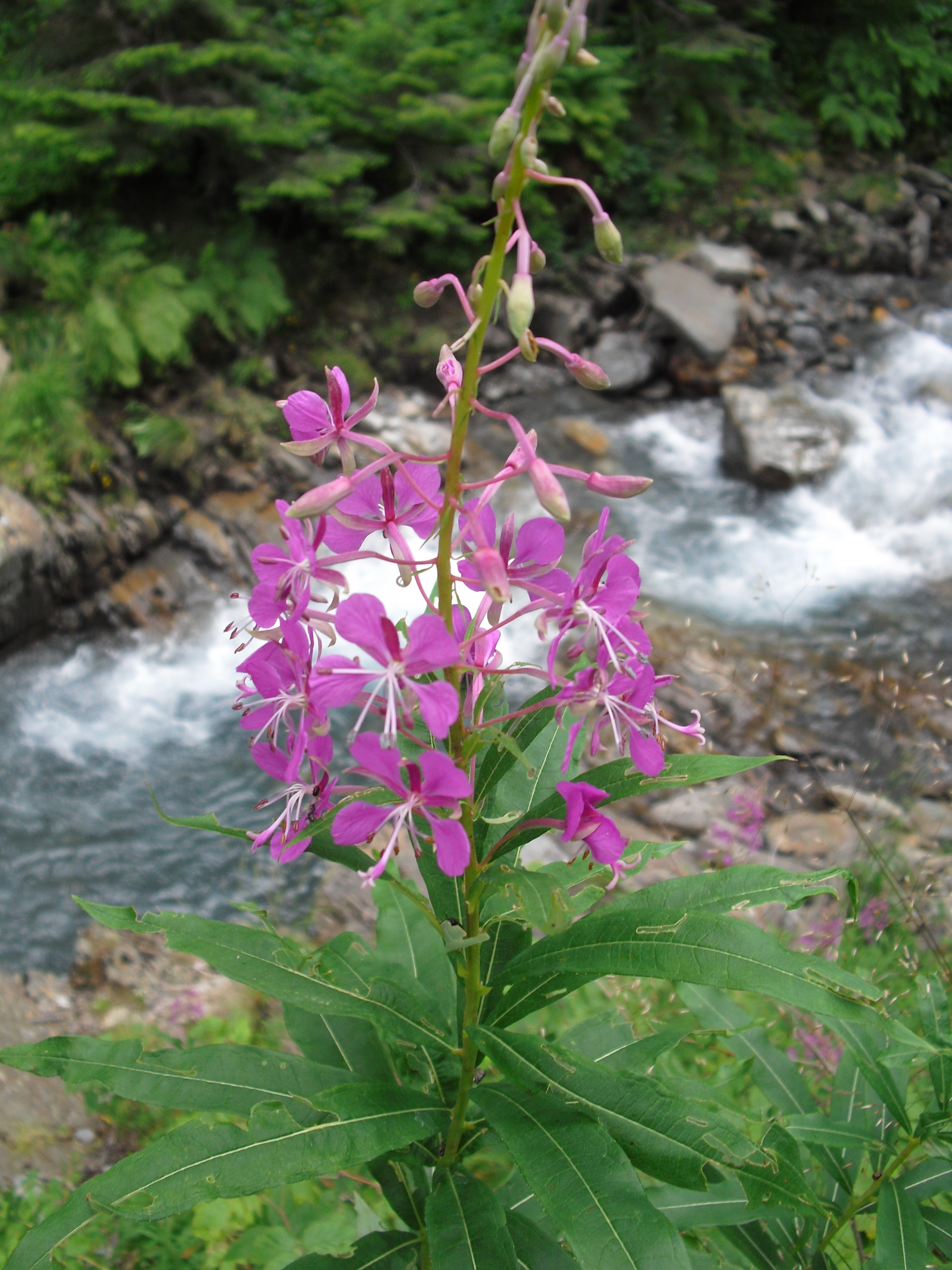
Épilobe en épi, Chamerion angustifolium.